# Neil Peart
Neil Ellwood Peart (Hamilton, Ontario; 12 de septiembre de 1952-Santa Mónica, California; 7 de enero de 2020) fue un músico canadiense, conocido principalmente por ser el baterista y letrista en la banda de rock progresivo Rush.
Entró a formar parte de la alineación de Rush en julio de 1974, luego de audicionar para el bajista y cantante Geddy Lee y el guitarrista Alex Lifeson, pues estos necesitaban urgentemente un baterista para reemplazar a John Rutsey, quien abandonó Rush cuando faltaban apenas dos semanas para comenzar la gira promocional del álbum debut en Estados Unidos.
En sus inicios, el estilo interpretativo de Peart estaba profundamente arraigado en el hard rock, obteniendo la mayor parte de su inspiración de bateristas como Keith Moon y John Bonham, quienes marcaron la vanguardia en la escena británica del hard rock de finales de los años 60. Con el pasar de los años, no obstante, absorbió asimismo influencia de músicos de jazz y big band, tales como Gene Krupa y posteriormente, Buddy Rich —especialmente de su última etapa—. En términos musicales, Peart recibió infinidad de reconocimientos por la mayoría de las interpretaciones que grabó y fue ampliamente respetado tanto por su habilidad técnica como por la energía con la que ejecutaba su instrumento. En términos de influencia, es uno de los bateristas más importantes de la historia, el referente obligado de miles de artistas a nivel mundial y ha sido reconocido consistentemente por los expertos como uno de los bateristas de rock más grandes de todos los tiempos.
Además del trabajo musical realizado con Rush, Neil Peart también realizó varias grabaciones en conjunto o en colaboración con otros artistas y publicó dos videos instructivos en donde enseña algunas de las técnicas que utilizó para tocar la batería. Además de músico, fue un consumado escritor, con lo cual se ganó el puesto oficial de compositor lírico en Rush, donde su obra trata sobre temas tan diversos como ciencia ficción, fantasía, filosofía, humanismo y libertad de conciencia. Adicionalmente a su trabajo de compositor, escribió y publicó cuatro libros.
Junto con sus compañeros de banda, Geddy Lee y Alex Lifeson, fue condecorado con la Orden de Canadá en el grado de Oficial, el 9 de mayo de 1996, siendo la primera banda de rock en recibir dicho reconocimiento, como grupo.
Neil falleció el 7 de enero de 2020, a consecuencia de un glioblastoma (tipo de tumor cerebral) a los 67 años en Santa Mónica, California.

## Biografía

### Inicios
Neil Peart nació en el seno de una familia de granjeros en las afueras de Hamilton (Ontario), el 12 de septiembre de 1952. Su familia se mudó cuando el padre consiguió empleo en una empresa de venta de maquinaria agrícola en St. Catharines. A pesar de que recibió clases de piano durante su infancia, Peart nunca se animó a explorar dicho instrumento más allá de las obligadas lecciones, las cuales abandonó rápidamente. En cambio, utilizaba un par de palillos para golpear rítmicamente cuanto objeto viera en casa; fue así como al cumplir trece años, sus padres le regalaron un par de baquetas, junto con un pad de práctica y lecciones de percusión, prometiéndole que si era capaz de continuarlas durante un año, eventualmente le regalarían una batería.
Efectivamente, dicha promesa se hizo realidad al año siguiente, lo que convenció a Peart de que su camino en adelante sería la música. Durante su adolescencia, tocó en varias bandas locales hasta que eventualmente dejó los estudios para dedicarse a la batería a tiempo completo. Obtuvo luego varios empleos menores temporales para subsistir, incluido uno en Lakeside Park —un terreno utilizado para ferias y eventos a orillas del lago Ontario— que posteriormente inspiraría un tema del mismo nombre, incluido en el álbum "Caress of Steel" de Rush. A punto de alcanzar la mayoría de edad, Neil Peart ya había tocado en las bandas locales más importantes del área, con nombres como Mumblin Sumpthin, The Majority y JR Flood.

### Un muchacho solitario
A los dieciocho años, luego de haber luchado para alcanzar el éxito como baterista en Canadá, Peart decidió mudarse a Londres, Reino Unido, con la esperanza de continuar su carrera como músico profesional en un ambiente más propicio. A pesar de haber tocado con varias bandas locales e incluso haber conseguido algunos ingresos monetarios, se vio forzado a ganarse el sustento trabajando como vendedor en una tienda de souvenirs en Carnaby Street. Durante su permanencia en Londres, Peart se volvió un ávido lector de la autora objetivista Ayn Rand, quien se convirtió en una influencia significativa en la formación ideológica del joven músico, que puede apreciarse claramente en las letras de varias canciones de Rush, pero explícitamente en Anthem, del álbum Fly by Night (1975) y en la suite 2112, del álbum 2112 (1976).
Luego de dieciocho meses de proyectos musicales abortados y desilusionado por el poco progreso alcanzado en su carrera musical, Peart decide congelar sus sueños de convertirse en músico profesional y regresa a Canadá, para trabajar como vendedor en el negocio de maquinaria agrícola de su padre. Su permanencia en Londres sirvió posteriormente de inspiración lírica para el tema Circumstances, del álbum Hemispheres (1978).

### Ingreso a Rush
De regreso en Canadá, mientras trabajaba en el negocio de su padre y tocaba junto con algunas bandas pequeñas en los bares del sur de Ontario, un conocido en común con los miembros de Rush convence a Peart de que audicione para la banda, que en ese momento necesitaba un baterista para reemplazar a John Rutsey, quien se retiraba de la banda por motivos personales. La audición les dejó sensaciones diferentes a cada uno de los músicos: Peart sintió que fue un completo desastre; sin embargo, mientras que Geddy Lee coincidió con él tanto en gustos musicales y literatura, Alex Lifeson se llevó una impresión más grande al decir que al escucharlo tocar la batería le pareció como si fueran Keith Moon y John Bonham juntos.
Entra oficialmente a formar parte de Rush el 29 de julio de 1974, a tan solo dos semanas de la primera gira de la banda en Estados Unidos. Habiendo recibido un anticipo de la compañía discográfica para la compra de instrumentos nuevos, Peart adquiere un set de batería Slingerland de color plata, con la cual debutó el 14 de agosto de ese año, abriendo el espectáculo de las bandas Uriah Heep y Manfred Mann frente a once mil personas en el Civic Arena (hoy rebautizado como Mellon Arena) de Pittsburgh, Pensilvania.

### El túnel largo y oscuro
Peart tomó pronto su nueva posición como baterista y escritor. Antes de pertenecer a Rush, había escrito algunas canciones pero sus anteriores compañeros no se mostraron interesados en dicha faceta, relegándolo exclusivamente a la sección rítmica. Mientras que Rush iba teniendo éxito como equipo en sus presentaciones en directo, aún estaba tratando de cuajar como equipo de grabación en estudio y Peart —así como el resto de la banda— tuvo que aprender a vivir "dentro de una maleta", pues al terminar los conciertos, debían llegar al hotel para al día siguiente continuar la gira y en ocasiones, estar grabando en estudio durante toda la noche.
Su primera grabación con la banda —"Fly by Night"— fue bastante exitosa, habiendo ganado el premio Juno como artista revelación; pero el siguiente álbum, "Caress of Steel", del cual la banda esperaba un gran éxito, fue recibido hostilmente por el público y la crítica. En respuesta a este revés —gran parte del cual se atribuyó a la pieza épica del lado B, The Fountain of Lamneth—, Peart decide colocar su nueva obra épica 2112 ocupando completamente el lado A de su siguiente álbum homónimo, el cual, a pesar de la indiferencia de la compañía discográfica, se convirtió en el gran paso que les permitió captar la atención de miles de fanáticos en Norteamérica. La gira promocional fue registrada en el álbum "All The World's a Stage", en el espectáculo que ofreció la banda en el Massey Hall de Toronto, un sitio en el que Peart siempre soñó con presentarse en su época de desconocido.
Peart regresa a Inglaterra junto a Rush para cumplir con sus presentaciones en Europa, quedándose luego en el Reino Unido para realizar la grabación del siguiente álbum, "A Farewell to Kings", en Gales. Luego de una intensa gira promocional, regresarían al mismo lugar al año siguiente para la grabación del álbum subsecuente, "Hemispheres", el cual fue compuesto, arreglado y escrito completamente en estudio. La grabación de cinco álbumes en estudio durante cuatro años, acompañado de un ritmo de por lo menos 300 presentaciones en concierto al año, convenció a los miembros de Rush de que era momento de tomar otro rumbo a partir de entonces. Peart describió su período en la banda hasta ese momento como un "túnel largo y oscuro".

### Tragedia familiar y continuación de la vida
El 10 de agosto de 1997, la única hija de Peart, Selena Taylor, falleció en un accidente automovilístico en la autopista 401 cerca de Brighton, Ontario. Su esposa Jacqueline Taylor, con quien había estado casado durante veintidós años, sucumbió de cáncer tan solo diez meses después, el 20 de junio de 1998. Peart, sin embargo, sostuvo que su muerte fue a raíz de una "pena del corazón", calificándolo como "un suicidio lento por apatía. No le importaba nada."
Peart contó además que, durante el funeral de su hija Selena, había dicho a sus compañeros de banda "considérenme retirado". Habiendo hecho una pausa en su carrera musical para llorar su luto y reflexionar, mientras viajó por toda Norteamérica en su motocicleta, recorriendo 88 000 km, Peart narra las experiencias de este viaje en su libro Ghost Rider: Travels on the Healing Road (no se ha publicado en español).
Mientras visitaba a Andrew MacNaughtan, fotógrafo oficial de Rush, en Los Ángeles, este le presentó a Peart una colega, que más tarde se convertiría en su esposa: la fotógrafa Carrie Nuttall. Se casó con Nuttall el 9 de septiembre de 2000 y, a principios de 2001, le anuncia a sus compañeros de banda que está listo para regresar a Rush. El resultado fue el álbum "Vapor Trails", lanzado en 2002. Durante la gira, sus compañeros acuerdan que Peart quedará exento de conceder entrevistas a los medios, por encontrar innecesario exponerlo a preguntas sobre los eventos que rodearon su tragedia personal. En junio de 2009 Peart y Nuttall anunciaron que estaban en la espera de su primera hija, quien finalmente nació el 12 de agosto de 2009.

### Retiro de la música
Anunció su retiro en una entrevista en diciembre de 2015:
Últimamente Olivia me ha estado presentando a nuevos amigos en la escuela como 'Mi papá, es un baterista retirado'. Verdadero decirlo - Divertido escucharlo. Y no me duele darme cuenta de que, como todos los atletas, llega el momento de ... retirarse del juego. Prefiero dejarlo de lado que enfrentar la situación descrita en nuestra canción "Losing It" ...
Peart había estado sufriendo de tendinitis crónica y problemas de hombro. En enero de 2018, Alex Lifeson confirmó que Rush está "básicamente terminado". Peart seguía siendo amigo de sus antiguos compañeros de banda.

### Fallecimiento
Neil falleció el 7 de enero de 2020, a consecuencia de un glioblastoma (tipo de tumor cerebral muy agresivo) a los 67 años en Santa Mónica, California.
Peart fue diagnosticado tres años y medio antes de su muerte, pero su enfermedad fue mantenida en secreto dentro la intimidad de su familia y círculo más cercano hasta su muerte.

Su familia hizo el siguiente anuncio el 10 de enero en la página oficial de la banda Rush:
Es con los corazones rotos y la tristeza más profunda que debemos compartir la terrible noticia de que el martes nuestro amigo, hermano del alma y compañero de banda de más de 45 años, Neil, perdió su increíblemente valiente batalla de tres años y medio contra el cáncer cerebral (Glioblastoma). Pedimos que amigos, fanáticos y medios respeten la necesidad de privacidad y paz de la familia en este momento extremadamente doloroso y difícil. Aquellos que deseen expresar sus condolencias pueden elegir un grupo de investigación del cáncer o una organización benéfica de su elección y hacer una donación a nombre de Neil.
La muerte de Peart fue ampliamente lamentada por fanáticos y compañeros músicos, quienes la consideraron una pérdida sustancial para la música popular.

## Actividad musical

### Estilos e influencias
Peart fue conocido por su estilo enérgico, dando golpes fuertes que combinaban precisión, claridad y complejidad en el sonido. Sus influencias son eclécticas, yendo desde John Bonham de Led Zeppelin, Nick Mason de Pink Floyd, hasta bateristas de jazz y fusión como Billy Cobham, Buddy Rich, Bill Bruford y Gene Krupa. Otro sello distintivo de Peart fue tocar con la baqueta al revés, para producir un mayor impacto y sonoridad en el rimshot (por esta razón, su técnico Larry Allen lima las puntas de las baquetas para darles así un mayor agarre).
Peart usaba las baquetas tanto al derecho como al revés, producto de su "reinvención musical" ocurrida a mediados de la década de los 90, bajo la tutela del baterista de jazz Freddie Gruber. Eventualmente, durante sus presentaciones en concierto, Peart cambiaba constantemente de técnica, cambios cuya importancia explicó en su video instruccional Anatomy of a Drum Solo. Históricamente, se distinguió por su habilidad para cambiar de compás, la independencia motriz de sus miembros, la ejecución en patrones cruzados y ambidiestros y su dominio tanto de tonos como de intensidad en los golpes.

### Equipo utilizado
Con Rush, Peart utilizó, en orden cronológico, baterías de las marcas Slingerland, Tama, Ludwig y Drum Workshop (DW). Los platillos siempre fueron Zildjian serie A, casi exclusivamente, salvo algunos especiales como los China Wuhan. Sin embargo, desde 2004 utilizó la serie "Paragon", creada por él y producida por la empresa Sabian. En concierto, Peart utilizó una batería acústica en la parte frontal y un equipo de percusión electrónica en la parte trasera de su tarima, conformando un elaborado conjunto rítmico de 360 grados, capaz de girar dependiendo de la necesidad interpretativa de la pieza.
En la segunda mitad de los años 70, Peart incluyó una gran cantidad de accesorios que aumentaron su conjunto acústico con elementos de percusión y orquestación muy diversos como campanas, campanas tubulares, crótalos, timbales, gong, temple blocks, triángulo, carillón, marimba, glockenspiel y vibraslap. Desde mediados de los años 80, Peart reemplazó la mayor parte de estos elementos con controladores MIDI, activados por pads electrónicos. A partir de "Grace Under Pressure" (1984), empezó a utilizar una batería electrónica Simmons, en conjunto con samplers digitales Akai. En esta época, incluyó la característica rotativa de su orquesta de percusión, la cual, con los años, se convirtió en uno de los espectáculos tanto musicales como visuales que más cautivó al público.
A principios del nuevo milenio, Peart comenzó a aprovechar completamente las ventajas de los últimos avances en percusión electrónica, principalmente con la incorporación de Roland V-Drums y el uso continuado de samplers, agregando cada vez más sonidos a su ya abultada biblioteca virtual de efectos sonoros, la cual seguía creciendo conforme Peart exploraba otros estilos y tendencias musicales.
La lista detallada de todo el equipo utilizado por Peart es la siguiente:

#### Tambores
- Slingerland (1974-1979)
- Tama Seisakusho (1979-1986)
- Ludwig (1986-1995)
- Drum Workshop (1995-2020)
  - Bombo DW 16x23"
  - Tom-Toms:
    - 7 x 8", 7 x 10", 8 x 12" y 9 x 13" montados en anaquel
    - 12 x 15", 13 x 15" (a la izquierda), 16 x 16" montado en el piso
    - 16 x 18" montado en ángulo en el piso (como un gong drum)

  - Cajas:
    - DW 3.5 x 13" piccolo
    - 6 x 14" borde firmado
    - 6.5 x 14" madera sólida
    - 6.5 x 14" Bombo

  - Pedales y parales: Serie DW9000 bañados en oro 24k (el hi-hat es de la serie DW5000)

#### Platillos
- Avedis Zildjian (1974-2003)
  - Hi-hat 13" New Beat serie A
  - Medium Crash 20" serie A
  - 2 Rock Crashes 16" serie A
  - Medium Crash 18" serie A
  - Ping Ride 22" serie A
  - 8 splashes 10" serie A
  - Wuhan China 19"
  - Hi-hat especiales 14" serie A (X-hats, desde "Test For Echo")
- Sabian Paragon "Neil Peart" (2004-actualmente)
  - Hi-Hats: 13"y 14"
  - Splashes: 1 de 8" y 2 de 10"
  - Crash: 2 de 16", uno de 18" y otro de 20"
  - Para efectos: platillo 19", Chinese 20", Diamondback 20" (este es en realidad un Chinese con sonajas incorporadas)
  - Ride: 23

#### Percusión electrónica
- Conjunto electrónico Roland V-Drum (modificado con parches DW para que combinen con el resto de la batería)
- Procesadores percusión Roland TD-20
- Pedales activadores Fat Kat
- Samplers Digitales: Akai (1984-2002), Roland XV-5080 (2004-2020)
- Parche electrónico Dauz
- Marimba electrónica Mallet Kat

#### Otros
- Parches Remo Ambassador
- Baquetas Signature Pro-Mark 747 (de roble japonés)

### Solos
Peart fue reconocido por sus complejos y extensos solos de batería, que contienen compases impares, arreglos complicados que a veces requieren de una total independencia de los miembros superiores e inferiores y la incorporación de instrumentos de percusión exóticos. Dichos solos se pueden escuchar en todos los álbumes en concierto realizados por Rush. La evolución histórica de los solos, primero como parte de alguna canción y últimamente como una pieza separada, incluye una estructura básica con rutinas conectadas por secciones de improvisación, haciendo que cada ejecución sea única. En cada gira, el solo evoluciona, con algunas rutinas que son sustituidas por otras más complejas. El último video instructivo de Peart —Anatomy of a Drum Solo— es un examen en profundidad sobre cómo construir un solo.

## Lírica
Peart, además de ser baterista del grupo, fue el escritor de las canciones de Rush. Los clásicos de la literatura influyeron enormemente en su estilo lírico, de manera que sus letras versan sobre un amplio rango de temas. En sus primeros años con Rush, mucha de su obra tuvo influencia de temas fantásticos y de ciencia ficción (como en By-Tor and the Snow Dog, Cygnus X-1 Book I: The Voyage, The Necromancer y Xanadu), mitología (como en The Fountain of Lamneth y Cygnus X-1 Book II: Hemispheres) y filosofía (como en Anthem, 2112 y Something for Nothing). Sin embargo, buena parte de su inspiración también vino de pasajes de su propia vida (como en Fly by Night, Making Memories, Lakeside Park y Circumstances).
Particularmente, el tema 2112 se enfoca en la lucha de un individuo contra las fuerzas colectivistas representadas por un Estado o régimen totalitarista. A pesar de que esta canción fue la que colocó a Rush en los pasos del estrellato, trajo consigo varias críticas, especialmente debido al crédito que Peart daba a Ayn Rand como fuente de inspiración. En palabras de Peart: "fue una notable reacción violenta, especialmente por parte de la prensa británica, a finales de los 70, cuando el colectivismo estaba de moda y particularmente entre los periodistas" y agrega que "nos llamaron 'aprendices de fascista' y 'amantes de Hitler'... Fue un golpe muy duro para mí". Preocupado por acusaciones de fascismo o de conexión ideológica que dieron a su obra con la filosofía objetivista de Ayn Rand, Peart buscó recordarle al público que su eclecticismo e independencia eran completamente individuales en varias entrevistas. En sus propias palabras: "la amplitud de la influencia de Ayn Rand sobre mis escritos no debe ser sobreestimada, pues no soy discípulo de nadie".
Sin embargo, en una entrevista en 1978, declaró que "estamos ciertamente convencidos de que el individualismo es el único concepto que permite a los seres humanos ser felices, sin que nadie robe a alguien más. Lo que pienso sobre la filosofía de Ayn Rand es que es la única realmente aplicable al mundo de hoy, en cualquier sentido. Si tomas sus ideas y las llevas más allá dentro de tu mente, encontrarás respuesta a prácticamente cualquier inquietud individual. Poniendo al individuo como primera prioridad, cualquier cosa puede funcionar de una manera que sería imposible que funcionase bajo ningún otro sistema".
A partir de "Permanent Waves" (1980), Peart exploró otros temas líricos, como la integridad en la música y en la vida (como en The Spirit of Radio, Natural Science, Subdivisions y Bravado); lo racional sobre lo supersticioso (como en Freewill, Presto, Roll the Bones y Between Sun & Moon); el interés en figuras heroicas pero colocadas en un contexto moderno (como en Tom Sawyer, Force Ten y Nobody's Hero); el precio de ser famoso (como en Limelight y Bravado) e incluso hechos de actualidad mundial (como en Manhattan Project, Virtuality y Peaceable Kingdom).

## Libros
Peart fue autor de cuatro libros —no son de ciencia ficción— que aún no han sido traducidos al español; el último de ellos, publicado en septiembre de 2006. Su desarrollo como autor incluso superó a su trabajo publicado, ya que además de escribir anécdotas sobre la grabación y giras de promoción de cada álbum, Peart mantuvo una gran cantidad de correspondencia enviada a familiares y amigos. Los libros publicados son:
The Masked Rider: Cycling In West Africa
Fue escrito en 1996 y trata sobre las experiencias acumuladas durante un viaje en bicicleta, de un mes de duración, a través de Camerún, hecho en noviembre de 1988. Escrito en primera persona, el libro invita al lector a seguir a Peart a través de pueblos y villas, junto con cuatro compañeros ciclistas. A pesar de que no fue el primer recorrido ciclístico del autor, ciertamente ha sido uno de los más difíciles. La edición original se agotó, pero luego del éxito comercial del segundo libro de Peart, Masked Rider fue reeditado y todavía está disponible en las tiendas.
Ghost Rider: Travels on the Healing Road
Siendo tan popular como Rush, la tragedia personal que envolvió a Peart en un lapso de diez meses fue ampliamente divulgada por los medios de comunicación, profundizando la tragedia, pues los tres miembros de la banda siempre han tratado de mantener su vida privada prudentemente alejada de su imagen pública como parte de Rush, mayormente por elección propia. Ghost Rider es nuevamente una narración en primera persona de Peart en la ruta, esta vez en motocicleta, tratando de recomponer el rumbo de su vida mientras se embarca en un prolongado viaje a través de Norteamérica.
Traveling Music: The Soundtrack Of My Life And Times
Decidido a hacer un viaje, pero esta vez en automóvil, Peart reflexionó sobre su vida, su carrera, su familia y el vínculo que une a todas ellas: la música. Esta obra muestra a un Peart todavía con cicatrices emocionales, pero tratando de construir una nueva vida. Tal como sus dos obras anteriores, Traveling Music está narrado en primera persona.
Roadshow: Landscape With Drums, A Concert Tour By Motorcycle
Treinta años luego de haberse incorporado a Rush, el músico se encuentra, junto con la banda, realizando la gira del trigésimo aniversario. Editado en septiembre de 2006, este libro hace un recuento de la gira, desde la perspectiva del baterista y de un motociclista empedernido.

## Videos
Aparte de los lanzamientos en video junto a Rush como banda, Peart ha lanzado tres videos instructivos en DVD:
- "A Work In Progress", Warner Bros Publishing, 2002.
- "Anatomy of A Drum Solo", Hudson Music, 2005.
- "Taking Center Stage", Hudson Music, 2011.

Ninguno de ellos tiene subtítulos en español.

## Reconocimientos
Neil Peart recibió los siguientes premios en las encuestas realizadas entre los lectores de la revista Modern Drummer:
- Salón de la Fama: 1983
- Mejor Baterista Rock: 1980, 1981, 1982, 1983, 1984, 1985, 1986, 2006 (ganador por votación, pero inelegible*)
- Mejor Multipercusionista: 1983, 1984, 1985, 1986
- Mejor Instrumentalista en Percusión: 1982
- Mejor Baterista Revelación: 1980
- Mejor de Todos: 1986
- Puesto de Honor 1986: Baterista Rock, Multipercusión

(* - como miembro del puesto de honor en estas categorías, ya no puede ser elegido por votación en las categorías listadas anteriormente.)
- Mejor Video Instructional: 2006, por "Anatomy of a Drum Solo"
- Mejor Grabación en Batería de los 80: YYZ de "Exit... Stage Left", en 2007
- Mejor Interpretación Grabada:
  - 1980: Permanent Waves
  - 1981: Moving Pictures
  - 1982: Exit... Stage Left
  - 1983: Signals
  - 1985: Grace Under Pressure
  - 1986: Power Windows
  - 1988: Hold Your Fire
  - 1989: A Show of Hands
  - 1990: Presto
  - 1992: Roll the Bones
  - 1993: Counterparts
  - 1997: Test for Echo
  - 1999: Different Stages
  - 2002: Vapor Trails
  - 2004: R30: 30th Anniversary World Tour
  - 2007: Snakes & Arrows

Junto con sus compañeros de banda Geddy Lee y Alex Lifeson, Peart fue condecorado con la Orden de Canadá, en el grado de Oficial, el 9 de mayo de 1996. Es la primera banda de rock en recibir tal distinción.